# Kjalvegur
Der Kjalvegur ist eine Hauptstraße im Hochland von Island, die den Südwesten mit dem Nordwesten verbindet.
Der Hochlandweg wird auch Kjölur genannt nach einem Tal, das er durchquert.
Er ist mit 168 km die zweitlängste und mittlere der Hochlandpassagen von Island in Nord-Süd-Richtung. 
Er hat seit 2001 dieselbe Nummer wie die Biskupstungnabraut  und ihre Fortsetzung nach Norden.
Vor 1995 war er die F37, die  hatte der Kaldidalsvegur, der dann zur  wurde.
Schon in der Mitte der 1990er Jahre wurde der Kjalvegur so gestaltet, dass man keine Gewässer mehr furten muss.
Wie für alle Fjallvegir gibt es für diese Straßen eine Wintersperre. Die  ist in zwei Abschnitte unterteilt und wurde in den letzten Jahren zwischen dem 2. Juni und 1. Juli wieder freigegeben, der südliche Abschnitt bis Hveravellir oft als letztes.

## Verlauf
Der Kjalvegur beginnt neben dem Wasserfall Gullfoss als Fortsetzung der Biskupstungnabraut  und trägt dieselbe Nummer.
Bis hinter die Brücke über die Sandá ist er sogar asphaltiert. Der Fluss entsteht aus dem Sandvatn am Südrand des Langjökull.
Die Brücke über die Hvítá ist 73 m lang und wurde 1973 gebaut.
Weiter nördlich zweigt der Kerlingarfjallavegur  (10 km) nach Osten zu den Kerlingarfjöll ab.
Hier durchquert die Straße das Kjölur-Tal am Rande der Kjalhraun, zwischen dem Hofsjökull im Osten und dem Langjökull im Westen.
28 km hinter dem Kerlingarfjallavegur führt der Þjófadalavegur  in das Thermalgebiet Hveravellir.
Vor dem Fluss Seyðisá biegt der Vesturheiðarvegur  nach Osten ab, der nach 54 km die Ringstraße erreicht.
Über die Seyðisá führt jetzt eine Brücke.
Die Furt am Zusammenfluss mit der Beljandi war früher das größte Hindernis im Verlauf der Straße.
Weiter im Norden folgen noch weitere fünf Gewässer, bevor der Blöndulón-Stausee erreicht.
Dessen Staumauer und das Kraftwerk wurden zwischen 1984 und 1991 gebaut und die Straße verläuft dadurch weiter westlich.
Dann zweigt der Mælifellsdalsvegur , auch eine Hochlandstraße, nach Osten ab und erreicht über den Skagafjarðarvegur  nach 87 km die Ringstraße.
Vor seinem Ende passiert der Kjalvegur noch den oberirdischen Teil des Blanda-Kraftwerks, bevor er an der Svínvetningabraut  endet.
Diese erreicht die Ringstraße nach 5 km Richtung Osten oder nach 27 km Richtung Westen in der Nähe von Blönduós.

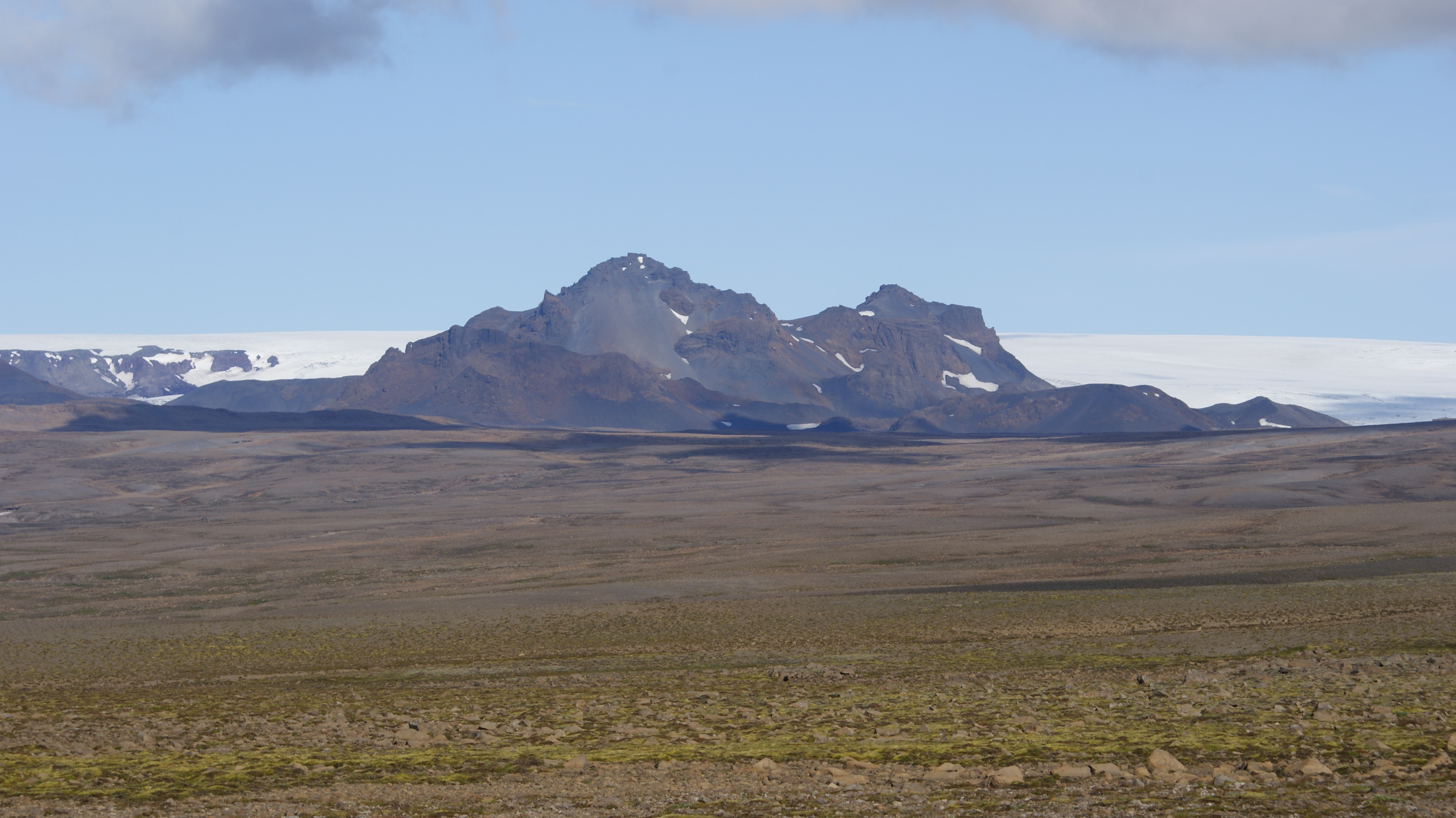
Blick von der Kjölurroute auf den Gletscherschild Langjökull und das Bergmassiv Jarlhettur
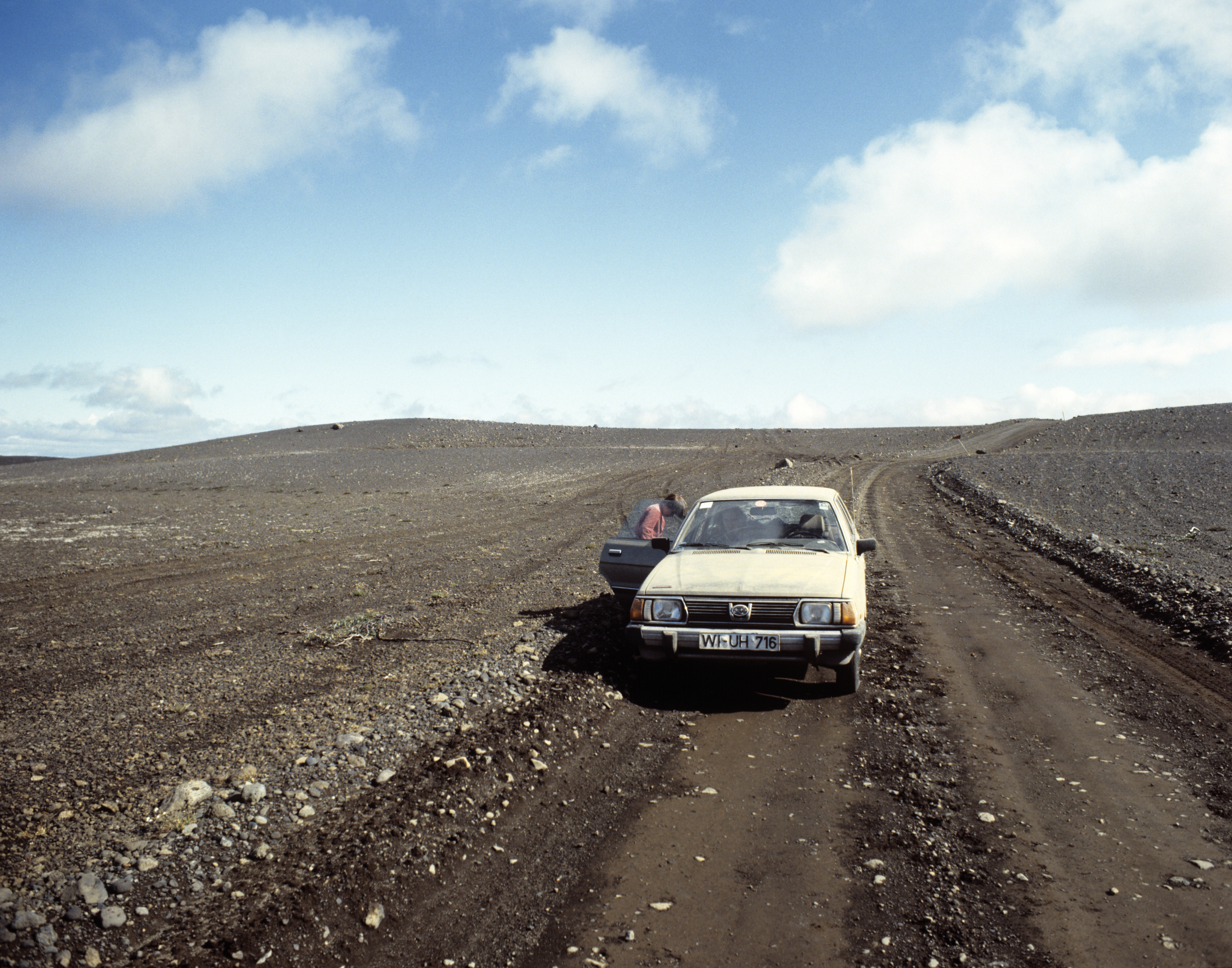
Nach Hveravellir